# Космос-1494
Космос-1494 је један од преко 2400 совјетских вјештачких сателита лансираних у оквиру програма Космос.
Космос-1494 је лансиран са космодрома Капустин Јар, СССР, 31. августа 1983. Ракета-носач Космос је поставила сателит у орбиту око планете Земље. 